# Morosow-Streik
Der Morosow-Streik ereignete sich im Januar 1885 in der Baumwollspinnerei des Fabrikanten Morosow in der russischen Stadt Orechowo-Sujewo nahe Moskau.
In der Fabrik arbeiteten 8.000 Weber, deren Arbeitsbedingungen sich vor dem Streik rapide verschlechterten. Der Arbeitslohn wurde im Zeitraum 1882–1884 fünfmal herabgesetzt, wobei im Jahr 1884 die Lohnsätze um 25 Prozent gesenkt wurden. Der Streik wurde von dem Mitglied des verbotenen Nordbundes russischer Arbeiter, Peter Moissejenko, mit der Forderung nach Abschaffung der Geldstrafen organisiert.

## Folgen
Die Streikenden zerstörten Maschinen und der Streik wurde militärisch niedergeschlagen. Dieser erste organisierte Streik Russlands führte zur Festnahme von 600 Arbeitern, die im Moskauer Butyrka-Gefängnis inhaftiert wurden. Mehrere Dutzend wurden verurteilt. Das Gericht ordnete an, dass den Arbeitern von jedem verdienten Rubel in Form von Geldstrafen 30 bis 50 Kopeken zugunsten des Fabrikanten abgezogen wurden. Als Ergebnis der Prozesse regelte die zaristische Regierung per Gesetz vom 3. Juni 1886 das Strafensystem in Fabriken.